# Jonathan Gould
Jonathan Alan Gould (Paddington, 1968. július 18. –) skót válogatott labdarúgó. Pályafutása során skót, angol, új-zélani és ausztrál klubokban fordult meg. Fia Matt Gould és édesapja Bob Gould is szintén labdarúgó volt.
A Skót labdarúgó-válogatott tagjaként részt vett az 1998-as labdarúgó-világbajnokságon.

## Sikerei, díjai
- Celtic FC
  - Skót bajnok: 1997-98, 2000-01
  - Skót ligakupa: 1997-98, 1999-2000, 2000-01